# Podnoszenie ciężarów na Letnich Igrzyskach Olimpijskich 2004 – waga piórkowa kobiet
Rywalizacja w wadze do 53 kg kobiet w podnoszeniu ciężarów na Letnich Igrzyskach Olimpijskich 2004 odbyła się 15 sierpnia w Hali Olimpijskiej Nikea. W rywalizacji wystartowało 8 zawodniczek z 8 krajów. Tytułu sprzed czterech lat nie obroniła Chinka Yang Xia, która tym razem nie startowała. Nową mistrzynią olimpijską została Udomporn Polsak z Tajlandii, srebrny medal wywalczyła Raema Lisa Rumbewas z Indonezji, a trzecie miejsce zajęła Kolumbijka Mabel Mosquera.
Pierwotnie czwarte miejsce zajęła Sanamacha Chanu z Indii, jednak po wykryciu w jej organizmie zabronionych środków została ona zdyskwalifikowana.

## Wyniki
| Pozycja | Zawodnik            | Reprezentacja     | Grupa | Waga  | Rwanie | Rwanie | Rwanie | Podrzut | Podrzut | Podrzut | Wynik |
| Pozycja | Zawodnik            | Reprezentacja     | Grupa | Waga  | 1      | 2      | 3      | 1       | 2       | 3       | Wynik |
| ------- | ------------------- | ----------------- | ----- | ----- | ------ | ------ | ------ | ------- | ------- | ------- | ----- |
| 1. !    | Udomporn Polsak     | Tajlandia         | A     | 52,83 | 92,5   | 97,5   | 100,0  | 117,5   | 122,5   | 125,0   | 222,5 |
| 2. !    | Raema Lisa Rumbewas | Indonezja         | A     | 52,80 | 85,0   | 90,0   | 95,0   | 115,0   | 122,5   | 125,0   | 210,0 |
| 3. !    | Mabel Mosquera      | Kolumbia          | A     | 51,82 | 87,5   | 87,5   | 87,5   | 105,0   | 107,5   | 110,0   | 197,5 |
| 4       | Marioara Munteanu   | Rumunia           | A     | 52,55 | 85,0   | 85,0   | 85,0   | 85,0    | 105,0   | 105,0   | 190,0 |
| 5       | Nastassia Nowikawa  | Białoruś          | A     | 52,95 | 80,0   | 85,0   | 87,5   | 102,5   | 107,5   | 110,0   | 190,0 |
| 6       | Dika Toua           | Papua-Nowa Gwinea | A     | 52,58 | 70,0   | 75,0   | 80,0   | 92,5    | 97,5    | 102,5   | 177,5 |
| 7       | Virginie Lachaume   | Francja           | A     | 52,71 | 75,0   | 80,0   | 80,0   | 95,0    | 100,0   | 105,0   | 175,0 |
| -       | Sanamacha Chanu     | Indie             | A     | 51,91 | 82,5   | 82,5   | 85,0   | 105,0   | 107,5   | 110,0   | DSQ   |